# Диллард, Дон
Дэвид Доналд Диллард (англ. David Donald Dillard; 8 января 1937, Гринвилл, Южная Каролина — 8 января 2022, Гринвуд, там же) — американский бейсболист, аутфилдер. Выступал в Главной лиге бейсбола с 1959 по 1965 год. После завершения карьеры занимался бизнесом и миссионерской деятельностью.

## Биография
Дэвид Доналд Диллард родился 8 января 1937 года в Гринвилле в Южной Каролине. Вырос в городе Тейлорс, там же учился в школе и начал играть в бейсбол. Помимо выступлений за школьную команду, он играл в одном из клубов Лиги Американского легиона и в местной любительской лиге. За три сезона в школьном бейсболе его показатель отбивания не опускался ниже 57,7 %.
В 1955 году Диллард окончил школу и подписал контракт с клубом Главной лиги бейсбола «Кливленд Индианс», получив бонус в размере 4 тысяч долларов. Профессиональную карьеру он начал на уровне D-лиги в составе команды «Видейлия Индианс», проведя 27 матчей с показателем отбивания 24,6 %. В 1956 году его перевели в «Дейтону-Бич Айлендерс», где Диллард стал одним из лучших отбивающих чемпионата. Сезон он завершил с эффективностью 37,5 %, уступив только Фелипе Алу, 10 хоум-ранами и 127 RBI. В том же году он принял участие в матче звёзд Лиги штата Флорида, в котором выбил победный сингл.
Удачный сезон не позволил Дилларду быстро продвинуться в системе «Индианс». В 1957 году он из-за травм играл меньше, после чего зимой уехал в Колумбию, чтобы получить необходимую практику. После возвращения он был переведён в «Мобил Беарс» и провёл год в чемпионате Американской ассоциации, отбивая с показателем 31,9 %. Весной 1959 года тренерский штаб «Кливленда» включил Дилларда в основной состав команды на День открытия. Конкуренция за место в аутфилде «Индианс» была очень высокой и в своём первом сезоне в Главной лиги бейсбола он принял участие лишь в десяти играх, выходя на замену. В 1960 году он провёл восемь матчей. Большую часть этих двух сезонов Диллард играл на уровне AAA-лиги, сначала в «Сан-Диего Падрес», затем в «Торонто Мэйпл Лифс». Во время игры в Канаде он познакомился со своей будущей женой Эльмой Фер.
В 1961 году, когда «Кливленд» продал Минни Миньосо и Рокки Колавито, игровое время Дилларда выросло. Регулярный чемпионат он завершил с показателем отбивания 27,2 % в 74 матчах. В следующем сезоне он провёл рекордные для себя 95 матчей. В ноябре 1962 года клуб обменял его в «Милуоки Брэйвз». В новой команде на Дилларда рассчитывали как на игрока основного состава, но сначала он пропустил часть чемпионата 1963 года из-за болезни, а затем в одном из матчей ему попали мячом в голову. Следующие два сезона он провёл в «Торонто», появившись в составе «Брэйвз» лишь на короткий отрезок летом 1965 года.
Затем последовали обмены сначала в «Нью-Йорк Метс», а затем в «Детройт Тайгерс», но ни в одной из команд Диллард в основной состав пробиться не сумел. После окончания сезона 1967 года он объявил о завершении карьеры. Суммарно он провёл шесть сезонов в Главной лиге бейсбола, выйдя на поле в 272 матчах, и десять сезонов в младших лигах. Закончив играть, Диллард безуспешно пытался устроиться на работу тренером.
Уйдя из спорта, они с супругой поселились в Южной Каролине, где управляли рыбацким лагерем на Лейк-Гринвуд. Вместе они вырастили троих сыновей. Продав в 1987 году часть бизнеса, Диллард стал суперинтендентом баптистской церкви в Гринвуде. Вместе с женой он совершал миссионерские поездки в Бразилию и Гондурас. Кроме этого он участвовал в проведении бейсбольных лагерей для молодёжи. В 1997 году его избрал в Зал славы Спортивного клуба Гринвуда.
Дон Диллард скончался 8 января 2022 года в возрасте 85 лет в доме престарелых.